# Alain Ehrlacher
Pour les articles homonymes, voir Ehrlacher.
Alain Ehrlacher est un scientifique français spécialiste de la mécanique des matériaux. Il est enseignant à l’École nationale des ponts et chaussées. 

## Biographie

### Famille et formation
Alain Guy Robert Ehrlacher est né le 11 novembre 1952.
À l'issue des classes préparatoires, il intègre l’École polytechnique en 1973 puis l'École nationale des ponts et chaussées dont il est diplomé en 1978.
Il poursuit des études à l'université Paris-VI en physique et obtient le diplôme de docteur d’État ès sciences après avoir soutenu le 26 février 1985 la thèse Contribution à l'étude thermodynamique de la progression de fissure et à la mécanique de l'endommagement brutal, préparée sous la direction de Huy Duong Bui, au Laboratoire de mécanique des solides (LMS) de l'École polytechnique.
Il est par ailleurs diplômé de l'Institut d'administration des entreprises de Paris et major de la promotion 1983 de l’École supérieure des officiers de réserve spécialistes d'état-major.
Il est passionné de rugby, membre de l'équipe des anciens élèves de l’École des Ponts.

## Carrière
Alain Ehrlacher intègre le Corps des ponts et chaussées le 1er septembre 1976. Le 8 juin 1992, il est nommé ingénieur en chef des Ponts et Chaussées (ICPEF). Le 1er mars 2005, il est nommé ingénieur général des Ponts et Chaussées.

### Activités de recherche
Il commence sa carrière de chercheur en septembre 1978 au Laboratoire de  mécanique des solides de  l’École  polytechnique jusqu'en juin 1982, et devient progressivement spécialiste de la de mécanique des matériaux. 
Il a occupé les postes de recherche suivants :
- directeur adjoint de la recherche à l’École nationale des ponts et chaussées de juin 1982 à novembre 1985
- directeur du Centre d'enseignement et de recherche en analyse des  matériaux de l’École nationale des ponts et chaussées de novembre 1985 à octobre 1998
- membre de la commission pour l'habilitation à diriger des recherches de l’École nationale des Ponts et Chaussées, de l'université Paris-Est-Marne-la-Vallée et de l’École normale supérieure de Cachan de décembre 1995 jusqu’à la dissolution de cette commission
- directeur du Laboratoire d'analyse des matériaux et d'identification de juillet 2000 à décembre 2002
- directeur de recherches dans le laboratoire Navier UMR 8205.

Il a dirigé au cours de sa carrière 34 thèses.

### Activités d'enseignement
Alain Ehrlacher a occupé les postes d'enseignement suivants :
- professeur à l’École nationale supérieure de techniques avancées de 1980 à 1990 ;
- maître de conférences à l’École nationale des ponts et chaussées de 1982 à 1988 ;
- professeur à l’École nationale des ponts et chaussées de 1988 à 2021 ;
- professeur chargé de cours à l’École polytechnique de septembre 1990 à août 2006 ;
- professeur  responsable de la formation doctorale en Mécanique et sciences de la matière de janvier 1995 à septembre 2002 ;
- professeur de matériaux de l’École nationale des ponts et chaussées.

Il occupe la fonction de président du département de « Génie mécanique et matériaux » de l’École des ponts à partir de 2001 et prend sa retraite le 16 avril 2018.

## Publications
- Jean–François Caron et Alain Ehrlacher, Dimensioning of Composites Materials, éditions ISTE, 4 décembre 2015  (ISBN 1848215126)
- Xanthippi Markenscoff, Alain Ehrlacher, Duality, symmetry, and symmetry lost in solid mechanics, selected works of Huy Duong Bui, Presses de l’École nationale des ponts et chaussées, 27 octobre 2011  (ISBN 2859784586)
- Jean-Claude Bernier, Alain Ehrlacher, Daniel Gronier, La Chimie et l'Habitat, 1er avril 2014  (ISBN 9782759812219)
- Maurizio Brocato, préface de Alain Ehrlacher, Cours de mécanique des structures - Tome 1, Poutres élastiques, Presses de l’École nationale des ponts et chaussées, 20 août 2020  (ISBN 9782859785338)

## Distinctions
Alain Ehrlacher reçoit le prix "Henri de Parville, Arthur du Fay et Alexandre Givry" de l'Académie des sciences le 4 décembre 2000, pour sa contribution à la théorie de l’endommagement brutal.
Il est nommé chevalier de l'ordre national du Mérite le 14 novembre 2000 au titre de « ingénieur en chef des ponts et chaussées ; 26 ans de services civils et militaires ». et de l'ordre des Palmes académiques, décoration qu'il reçoit le 16 mai 2013.